# Leszek Cichocki
Leszek Cichocki (ur. 5 lutego 1952 w Otwocku) – funkcjonariusz Służby Bezpieczeństwa (Departament II MSW, następnie Departament I MSW) w stopniu porucznika MO. Handlarz bronią i amunicją; we współpracy z CIA i służbami polskimi (UOP) dostawca sprzętu wojskowego (1991–1992) dla mudżahedinów w wojnie domowej w Afganistanie.

## Życiorys
Ukończył studia na Uniwersytecie Leningradzkim (1974–1979) w zakresie komunizmu naukowego. W sierpniu 1979 r. wziął ślub z drugą żoną, obywatelką ZSRR. W czasie studiów i po powrocie do Polski działał, a także pracował zawodowo, w organizacjach turystycznych (PTTK, Almatur).

### Praca w SB
Od 1 października 1981 r. pracownik Biura Paszportów MSW. W roku 1982 ukończył Wyższą Szkołę Oficerską im. Feliksa Dzierżyńskiego, w roku 1983 zaoczne studia podyplomowe na ASW. W roku 1984 zaczął pracować w Departamencie II MSW (kontrwywiad), w Wydziale XIV zajmującym się mediami; w ramach tej pracy miał „znaczące osiągnięcia w zakresie poszukiwania osobowych źródeł informacji” wśród przedstawicieli mediów.
Od roku 1985 w Departamencie I (wywiad), ukończył Ośrodek Kształcenia Kadr Wywiadu w Starych Kiejkutach. Posługiwał się nazwiskiem operacyjnym Leszek Ekiert. Od 1986 w Wydziale X Departamentu I. Został później skierowany do pracy w Orbisie jako instytucji przykrycia (wniosek o zgodę na delegowanie Cichockiego na takie stanowisko wystosował ówczesny zastępca naczelnika tego wydziału, Gromosław Czempiński). Następnie w listopadzie 1988 r. został dyrektorem Biura Handlu Zagranicznego Centrali Handlowo-Technicznej „Mirex”.
Leszek Cichocki złożył podanie o przyjęcie do UOP, które jednak zniknęło z jego akt.

### Działalność w RP
W 1990 roku założył firmę NAT Import Export Leszek Cichocki, która początkowo handlowała materiałami biurowymi i tekstyliami, jednak już w 1991 r., na mocy udzielonych przez MSW i MWGzZ koncesji, zajęła się handlem bronią.
W roku 1991 broń z Polski transportowana była do antykomunistycznych, islamskich grup zbrojnych w Afganistanie we współpracy z amerykańską CIA. W Afganistanie w latach 1989–1992 trwała wojna domowa między rządem Mohammada Nadżibullaha a grupami islamskimi. Statki, „podstawione przez stronę amerykańską”, odbierały polską broń w porcie w Gdańsku; broń trafiała następnie do walczących przeciw Nadżibullahowi bojowników w Afganistanie. Operację sprzedaży broni obsługiwała właśnie firma Leszka Cichockiego, który miał zostać wybrany do tej operacji przez Gromosława Czempińskiego (UOP). Cichocki potwierdził, że brał udział w tej operacji, nie powiedział jednak, czy zaangażował go do niej Czempiński. Do Afganistanu dostarczano m.in. granatniki przeciwpancerne RPG-7 i rakiety do wyrzutni typu Grad.
Po opublikowaniu artykułu na ten temat we „Wprost” (2004 r.) Agencja Wywiadu złożyła doniesienie do prokuratury, zaś prokuratura wszczęła śledztwo przeciwko dziennikarzowi śledczemu Jarosławowi Jakimczykowi o ujawnienie tajemnicy państwowej. Chodziło zarówno o ujawnienie nazwiska oficera wywiadu, jak i o ujawnienie metod operacyjnych służb specjalnych. Sam dziennikarz stwierdził: „Moim zdaniem to doniesienie jest odwetem za to, że ujawniliśmy firmę będącą przykrywką służb specjalnych i zajmującą się handlem bronią”. Zarówno media prawicowe („Gazeta Polska”), jak i lewicowe (tygodnik „NIE”) pisały, że NAT uchodzi za jedną z firm założonych przez wywiad.
Według byłych funkcjonariuszy UOP, firma NAT uczestniczyła także w operacji, która miała polegać na kontrolowanej sprzedaży broni terrorystom z Irlandii Północnej. W operacji tej kluczową rolę odegrał Aleksander Makowski. Przedstawiciele polskich służb specjalnych poinformowali Brytyjczyków (MI5), że nawiązali kontakt z grupą Irlandczyków zainteresowanych zakupem broni. Następnie w 1993 r. broń, pochodzącą z MSW (z magazynów UOP), m.in. 300 karabinków automatycznych AK i dwie tony materiałów wybuchowych, załadowano na statek „Inowrocław” płynący do Anglii; jednak kontener z bronią został zatrzymany w Anglii i nigdy nie dotarł do celu, tzn. do Belfastu.
Jak pisała „Gazeta Wyborcza”, o firmie NAT zrobiło się głośno w 1995 r., gdy adm. Piotr Kołodziejczyk (wcześniej odwołany ze stanowiska w wyniku tzw. obiadu drawskiego) zarzucił Gromosławowi Czempińskiemu i gen. Wileckiemu, że sprzedali 52 bojowe wozy piechoty do Angoli bez jego wiedzy i poniżej ich wartości (rozmowę Czempińskiego i Wileckiego na temat tej transakcji nagrał kontrwywiad wojskowy). Sprzedaży tej dokonała właśnie firma NAT Import Export Leszek Cichocki.
W połowie lat 90 XX w. Cichocki posiadał udziały w spółce Światowe Centrum Handlu i Finansów ze Wschodem; spółka powstała z inicjatywy wywiadu UOP i miała służyć jako instytucja przykrycia dla wywiadu gospodarczego, jednak jak się okazało udziały w spółce wykupił także Siergiej Gawriłow, rozpoznany przez Brytyjczyków jako agent GRU.